# Salad Bowl
Le Salad Bowl était un match annuel de football américain de niveau universitaire joué après la saison régulière.   
Il s'est déroulé de 1947 à 1955 au Montgomery Stadium (en) de Phoenix en Arizona.  
L'événement a été sponsorisé par les clubs Kiwanis de Phoenix et de Valley of the Sun.
Les organisateurs cessent d'inviter des équipes universitaires en 1952. Les matchs de 1953 et 1954 mettent alors en présence des équipes de prestation de services. 
Pour les éditions de janvier et décembre 1955, le match est organisé sous le format de joueurs "all-stars" provenant de la Border Intercollegiate Athletic Association (conférence faisant partie de la Division I NCAA entre 1931 et 1961) et de la Skyline Conference (ou Mountain States Conference faisant partie de la Division I de la NCAA entre 1938 et 1962).

## Palmarès
| Événements                 | Dates            | Gagnant                            | Perdant                            | Scores |
| -------------------------- | ---------------- | ---------------------------------- | ---------------------------------- | ------ |
| Salad Bowl 1948            | 1er janvier 1948 | Nevada                             | North Texas State                  | 13-6   |
| Salad Bowl 1949            | 1er janvier 1949 | Drake                              | Arizona                            | 14-13  |
| Salad Bowl 1950            | 2 janvier 1950   | Xavier                             | Arizona State                      | 33-21  |
| Salad Bowl 1951            | 1er janvier 1951 | Miami (OH)                         | Arizona State                      | 34-21  |
| Salad Bowl 1952            | 1er janvier 1952 | Houston                            | Dayton                             | 26-21  |
| Salad Bowl 1953            | 1er janvier 1953 | Naval Station de San Diego         | Camp Breckinridge                  | 81-20  |
| Salad Bowl 1954            | 1er janvier 1954 | Fort Ord                           | Great Lakes Naval Training Station | 67-12  |
| Salad Bowl 1955 (janvier)  | 1er janvier 1955 | All-Stars de la Conférence Skyline | All-Stars de la Conférence Border  | 20-13  |
| Salad Bowl 1955 (décembre) | 31 décembre 1955 | All-Stars de la Conférence Border  | All-Stars de la Conférence Skyline | 13-10  |